# Воинская обязанность

Всеобщая воинская обязанность
Частичная воинская обязанность (призываются менее 20% всей возрастной группы)
Нет воинского призыва
Нет вооружённых сил (Гренландия, Исландия, Коста-Рика, Панама, Маврикий, Соломоновы Острова)
Нет информации

Во́инская обя́занность — обязанность (ранее повинность, конскрипция (всеобщая воинская повинность)) граждан (в большинстве государств — мужчин) нести военную или национальную (альтернативную, гражданскую) службу.
Также это подразумевает обязанность воевать (в случае военных действий) в рядах вооружённых сил. Из воинской обязанности необходимо вытекает военная служба граждан во время войны. Но во многих государствах существует воинская повинность, предполагающая несение службы как в военное, так и в мирное время. Каждое государство имеет возможность определить возраст призыва, а также другие условия, которые определяют качество и продолжительность службы. Многое из этого может быть высчитано экономически и статистически. Чаще всего это зависит от бюджета в государстве, внешней политики, сколько участников может позволить бюджет, количества мужского и женского населения и других возможностей. Обычно государства, где уже набирается нужное число участников-волонтёров, переходят на контрактную армию и никого больше не призывают, правда, в любой момент могут возобновить призыв, если число участников-добровольцев начнёт уменьшаться. Чем больше население государства, тем больше в её вооружённых силах военнослужащих, проходящих службу по контракту, и меньше призывников срочной службы. В государствах, где население меньше, обычно вся или почти вся армия, авиация и флот состоит из призывников и больше шанс, что обязанность служить будет распространяться не только на мужчин, но также и на женщин.
Воинская обязанность восходит к древности и продолжается во многих государствах до настоящего времени под разными названиями. Современная система почти полного национального призыва молодых людей на службу возникла после Великой Французской революции в 1790-х годах (levée en masse), став основой Большой армии. Большинство европейских государств позже скопировало эту систему для мирного времени, так что люди в определённом возрасте обычно служат от года до 8 лет на действительной службе, а затем переходят в запас (резерв) и в отставку.
В истории мира известны различные формы воинской обязанности:
- рекрутская система, при которой из населения тем или другим способом набирается только необходимое число рекрутов, а прочая часть населения фактически на неопределенное время освобождается от всякой службы.
- милиционная система, составляющая прямую противоположность рекрутской: каждый гражданин, способный носить оружие, признаётся частью вооружённых сил государства, зачисляется в них и обучается военному делу.
- кадровая система, наиболее распространённая в настоящее время и соединяющая преимущества обеих систем. Действительная служба по призыву приближает её к рекрутской системе, а различные формы запаса и ополчения — к милиционной.

## История

### Древний мир
В периоды расцвета древних государств, которые сопровождались захватническими войнами, вводилась рекрутская повинность широких слоёв населения, позволявшая набирать и пополнять необходимые для военных походов большие армии. В частности, рекрутские наборы существовали в Древнем Египте в эпоху Нового Царства (II тысячелетие до н. э.), в Ассирии, ведшей частые войны в I тысячелетии до н. э.

### Античность
«Я не оскверню этого священного оружия и не покину в рядах моего товарища. Я буду защищать не только то, что свято, но и то, что не свято, как один, так и вместе с другими. Я передам потомкам отечество не униженным или уменьшенным, но возросшим и в положении улучшенном сравнительно с тем, в каком я его наследовал. Я буду почитать решения мудрых. Я буду повиноваться законам, которые были или будут народом приняты, и если кто вздумает нарушить их, я не должен того допускать, и стану защищать их, всё равно придётся ли мне делать это одному или будут со мною другие. Я буду чтить верования».— Клятва эфеба, Уссинг. Воспитание и обучение у греков и римлян. — СПб., 1878 год, стр. 141.

#### В Древней Греции
В Древней Греции территория занятая её народами примерно дробилась на 2 000 мелких государств, обыкновенно состоявших из одного города с примыкающими к нему деревенскими поселениями и полями. Каждое такое город-государство пользовалось полною политическою независимостью или неуклонно стремилось к такой независимости от других агрессивных греческих племён или городов. Территория города-государства и была отечеством для этих жителей, все прочие греческие племена были чужие, иноземцы, и взаимные отношения между государствами были отношения международные. Поэтому войны происходили на протяжении всей истории Древней Греции, начиная с греческих темных веков. Войны между полисами, в отличие от набегов с целью грабежа скота и зерна, приобрели организованный характер. В историческом периоде жизни Греции, в разное время гегемония принадлежала Спарте, Афинам и Фивам, которые и являлись представителями военного искусства. Устройство вооружённой силы было милиционное, а воинской повинности подлежали все свободные граждане в возрасте от 20 до 60 лет в Спарте и от 18 до 40 лет в Афинах.
В Древней Греции в результате «гоплитской революции» основную роль в сражениях стали играть не аристократические рода войск — конница и колесницы — а тяжеловооружённая пехота. Для войн нового образца потребовались многочисленные войска, формируемые путём созыва ополчения. Военная служба становится основной обязанностью гражданина полиса.
В большинстве полисов гражданин проходил военную подготовку с 18 до 20 лет, проводя 2 года в отрядах пограничной стражи, в дальнейшем же лишь участвовал в ополчении во время походов. К примеру, в Афинах служить в войске были обязаны все граждане в возрасте от 17 до 59 лет. Из них к активным боевым действиям привлекалась примерно половина, так как те, кому не исполнилось 19 лет, и ветераны несли гарнизонную службу.
Из всех древнегреческих полисов, развитие которых шло примерно по одному пути, выделяется Спарта. В Спарте граждане (спартиаты) были освобождены от всех занятий, кроме войны. Начиная с 7 лет они получали военную подготовку и в течение всей жизни находились под оружием.
После Пелопоннесской войны в обстановке общего упадка и затяжных войн полисов за гегемонию, участие граждан в ополчении стало излишне обременительным, поэтому произошло массовое обращение к услугам наёмников. Войны зачастую велись исключительно наёмными армиями, ополчение созывалось лишь при вторжении неприятеля на территорию полиса.

#### В Древнем Риме
В Древнем Риме военная служба также являлась обязанностью гражданина империи. Каждый класс являлся на войну в своём особом вооружении и распадался на младших (juniores) 17—45-летнего возраста и старших (seniores) 46—60 лет. Младшие, как правило, направлялись в полевые войска, а старшие — в гарнизонные, но некоторые центурии формировались обеими категориями военнослужащих.
Со времён Сервия Туллия все граждане — собственники недвижимого имущества были обязаны с 17 лет нести военную службу. Пролетарии, в соответствии с конституцией Сервия Туллия, не несли строевой службы, рабы в войско вообще не допускались.
Во II в. до н. э. Гай Марий, дабы собрать войско на Югуртинскую войну, либерализовал набор в вооружённые силы; в результате марианских реформ призыву подлежали граждане, не имеющие недвижимой собственности, срок службы в войске составил 25 лет, отслужившим ветеранам полагался земельный надел, в римское войско могли вступать неграждане, которые по окончании срока службы автоматически получали римское гражданство.
При Цезаре и Помпее, в I в. до н. э. римское войско стало комплектоваться на добровольной основе.

### Средние века
Средневековые монархи распоряжались королевским остом — ополчением вассалов, созываемым исключительно на случай войны. Теоретически каждый вассал и даже каждый подданный был обязан службой в осте королю как сюзерену. Но обычай быстро свёл эту обязанность до ничтожной малости. Вассалы приводили в королевский ост не более десятой части рыцарей, которыми могли располагать в частных войнах, коммуны присылали ограниченное число сержантов. Кроме того, служба рыцарей почти по всем обычаям была ограничена сорока днями, пехота служила не более трёх месяцев. Чтобы ост мог вести боевые действия дольше шести недель, ему приходилось платить жалованье.

### Новое время
Новая страница в истории воинской обязанности началась во время Тридцатилетней войны. В начале XVII века Швеция первой из европейских государств приступила к комплектованию вооружённых сил рекрутами и добилась значительных успехов в борьбе с наёмными вооружёнными силами других государств. При участии духовенства составлялись посемейные списки по всей стране всех мужчин старше 15 лет, и производился набор по усмотрению местных властей. Рекрутская повинность явилась предпосылкой дальнейшей агрессивной экспансии Швеции в XVII веке.
Пётр I по примеру Швеции ввёл рекрутскую повинность в России. В 1699 году накануне войны со Швецией Пётр I повелел рекрутировать в армию «даточных, охочих, праздных людей» и боярских слуг, окончательно рекрутская повинность была введена в 1705 году.
Специфика воинской обязанности на Руси заключалась в том, что помимо дворян было и другое военнообязанное сословие — казаки.
Современное понятие военной обязанности было изобретено во время Французской Революции. В феврале 1793 года Конвент объявил принудительный набор 300 тысяч человек, а через полгода — в августе — декретировал общую военную обязанность — Levée en masse. В 1798 году был принят закон, в котором говорилось: «Каждый француз является солдатом и несёт обязанность защищать нацию». Это позволило создать «Великую армию», которую Наполеон назвал «вооружённой нацией» и которая успешно воевала против профессиональных армий Европы. Но эта система не удержалась во Франции после падения Наполеона. В период Реставрации Бурбонов французская армия комплектовалась добровольцами, а позднее — по жребию с правом заместительства.

### XX век
В начале XX века индустриально развитые государства планировали военное строительство, предполагая, что будущие конфликты будут решены с материальными и человеческими ресурсами, накопленными в мирное время. Однако Первая мировая война быстро съела накопленные военные резервы, а увеличившиеся в XX веке возможности оборонной промышленности позволили наладить выпуск большого числа военной продукции, в том числе используя малоквалифицированный труд. Это привело к массовым мобилизациям в странах-участницах, так, Германия уже в самом начале войны призвала в ряды вооружённых сил 3,8 млн из 67 млн населения на 1914 год, Россия — 5,3 млн из 173 млн общего населения.
По итогам Версальского мира Германия, как проигравшая страна, не имела права проводить набор в вооружённые силы на призывной основе; всеобщая воинская повинность была возобновлена 16 марта 1935 года на основе контрактной службы — рейхсвера.
Вторая мировая война, как и Первая мировая, отличалась большим размахом, относительной дешевизной военной продукции и, следовательно, обширными мобилизациями. После войны Организация Варшавского договора в военном планировании придерживалась советского опыта и основную ставку делала на обучение во время срочной службы большого числа призывников, дабы мобилизовать большие подразделения на случай войны; европейские страны — члены НАТО, имея перспективу войны с массовыми вооружёнными силами на своей территории, комплектовали свои вооружённые силы также на основе всеобщей воинской повинности.
Конец XX века характеризовался распадом СССР и ОВД, окончанием «холодной войны», и, следовательно, уменьшением военных расходов и риска полномасштабного военного конфликта. В связи с этим многие страны Европы приостановили всеобщую воинскую повинность. Правда, через некоторое время несколько стран (Литва, Швеция, Латвия, Хорватия, Кувейт, Марокко, Украина и т. д.) вернули принуждение обратно.

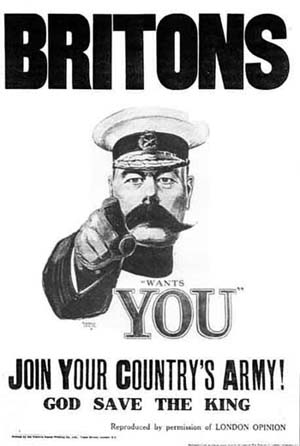
Британцы! Вы нужны (Лорду Китченеру)! Вступайте в армию своей Родины! Боже, храни короля. (Плакат 1-й мировой войны)
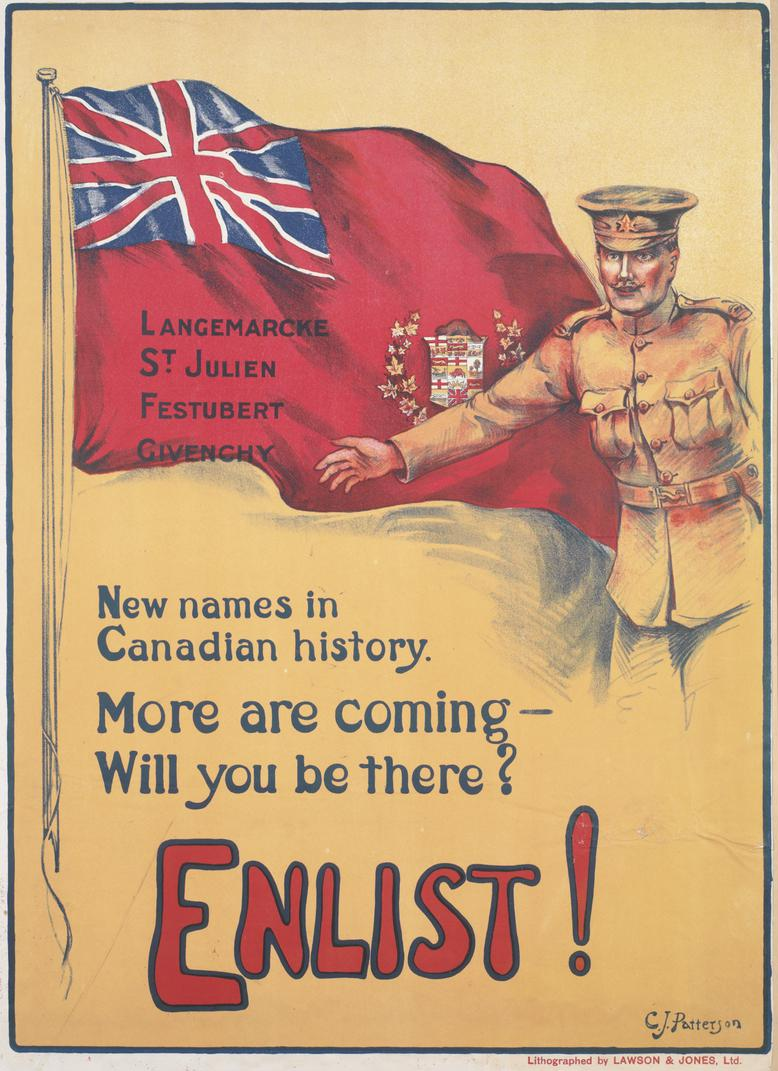
Новые имена в канадской истории. А ты среди них? Запишись!
Я хочу ВАС — для Армии США!
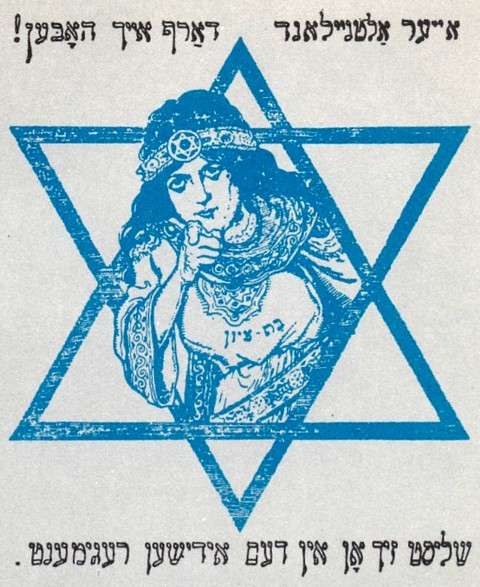
Дочь Сиона: «Ты нужен своей Старой Новой Земле! Вступай в еврейский полк!» Вербовочный плакат Еврейского легиона на идише

### Перспективы
В современном обществе наметилась тенденция усложнения военных профессий и военного имущества, вместе с наличием ядерных сил сдерживания и некоторым затиханием военных конфликтов это понижает вероятность масштабных конфликтов. Многие страны (в основном, члены NATO) в военном планировании предполагают в основном краткосрочные конфликты, в ходе которых поставленные задачи могут быть решены материальными и людскими резервами, накопленными в мирное время. Эти государства приостанавливают воинскую повинность в мирное время, а некоторые — и воинскую обязанность. В то же время страны, которые видят перед собой перспективу длительного или интенсивного конфликта (Греция, Турция, Израиль, КНДР), намерены сохранять воинскую обязанность и комплектование вооружённых сил на призывной основе. В России с 2013 года идёт военная реформа, предусматривающая переход на контрактную армию (при благоприятном сценарии). В 2016 году впервые в истории России сержантский состав стал полностью профессиональным. По некоторым данным, в ВМФ России с 2017 года не берут «срочников».
В последнее время наметилась тенденция возобновления призыва в вооружённые силы, так, был возобновлён призыв в ВС Литвы, ВС Швеции, ВС Латвии, ВС Хорватии, ВС Кувейта, ВС Марокко и в других. В 2015 году власти Литвы, прежде в 2008 году отказавшиеся от срочной службы, вернули призыв служить, однако, это было поддержано 68% населения. Для пополнения числа участников армии Литвы в среднем одного из 50 пригодных мужчин каждый год отправляют проходить службу на принудительной основе. Изначально планировалось это сделать временно на последующие 5 лет, но позже было заявлено, что такое введение, скорее всего, будет навсегда и навряд ли будет отменено. В 2017 году шведское правительство ввело в стране всеобщую воинскую повинность, прежде приостановленную в 2010 году. В 2018 году Республика Молдова попыталась перейти на полностью контрактную армию, но сделать этого не получилось. В этом же году Марокко вернулось к призывной комплектации. В 2023 году принят законопроект о возобновлении призывной комплектации армии Латвии. С 2024 г. все мужчины в возрасте от 18 до 27 лет должны отслужить 11 месяцев в вооруженных силах или Нацгвардии. С 2028 г. ежегодно будут призывать 7 500 латышей. С 1 января 2025 года в Хорватии возвращена обязательная служба. В ноябре 2025 года в Сербии будет возвращена воинская обязанность.
На протяжении всей истории женщины призывались в вооружённые силы лишь в нескольких странах, в отличие от повсеместной практики призыва мужского населения. Традиционно считалось, что военная служба — это испытание мужеством и обряд посвящения из мальчика в мужчину. В последние годы эта позиция была оспорена на том основании, что она нарушает гендерное равенство, и некоторые страны распространили воинскую повинность на женщин.

## Воинская обязанность в России

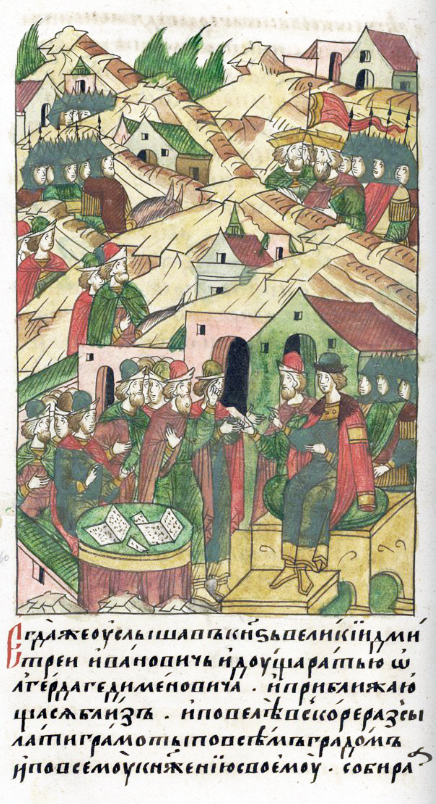
Лицевой летописный свод. Когда узнал великий князь Дмитрий Иванович о приближении войска Ольгерда Гедиминовича, повелел разослать по всем городам и по всему своему княжеству грамоты, собирая войско, и не успели тогда собраться его воины из отдалённых мест.

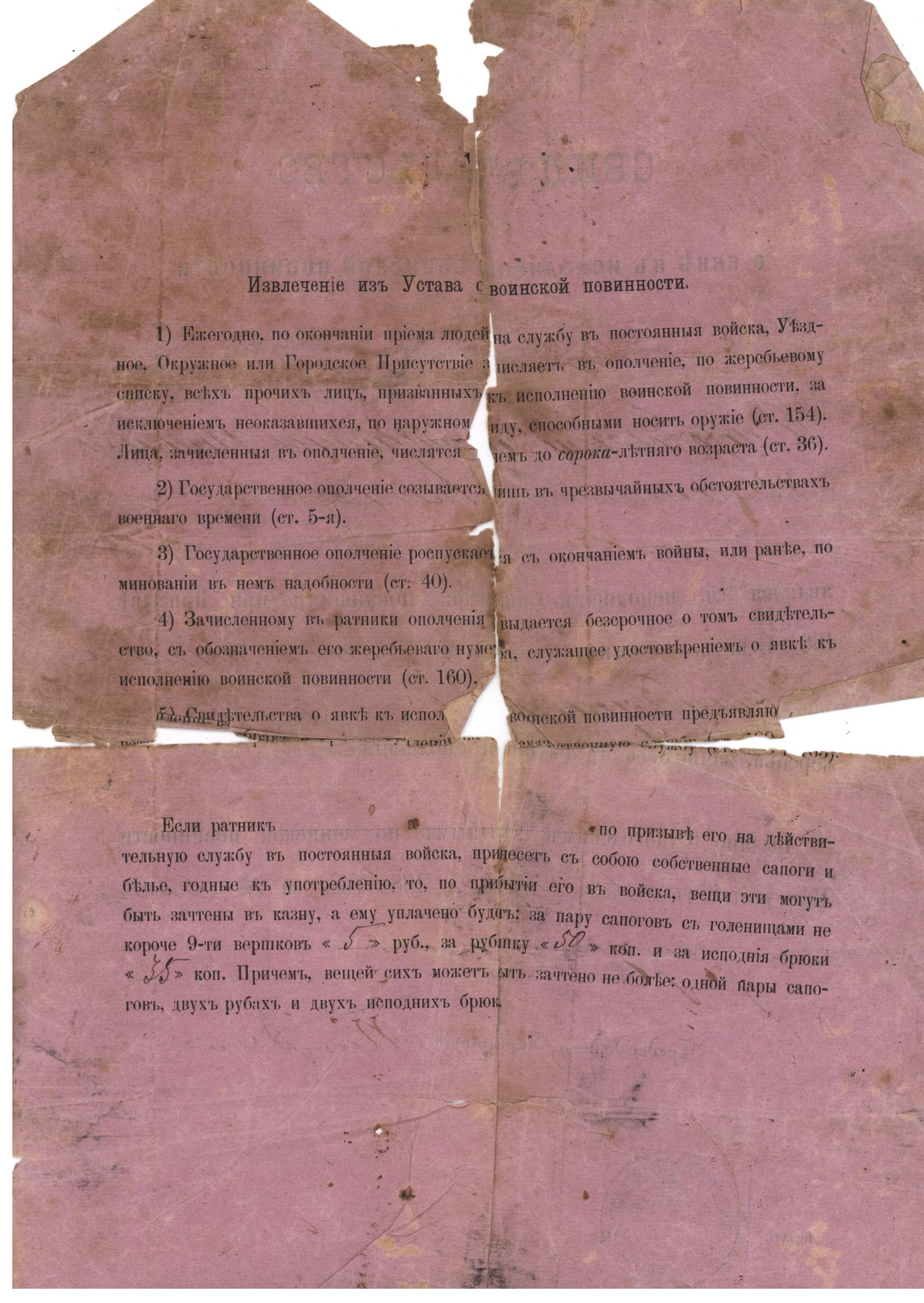
Извлечение из устава о воинской повинности, 1884 год, оборотная сторона свидетельства о явке к исполнению воинской повинности 1884 года.

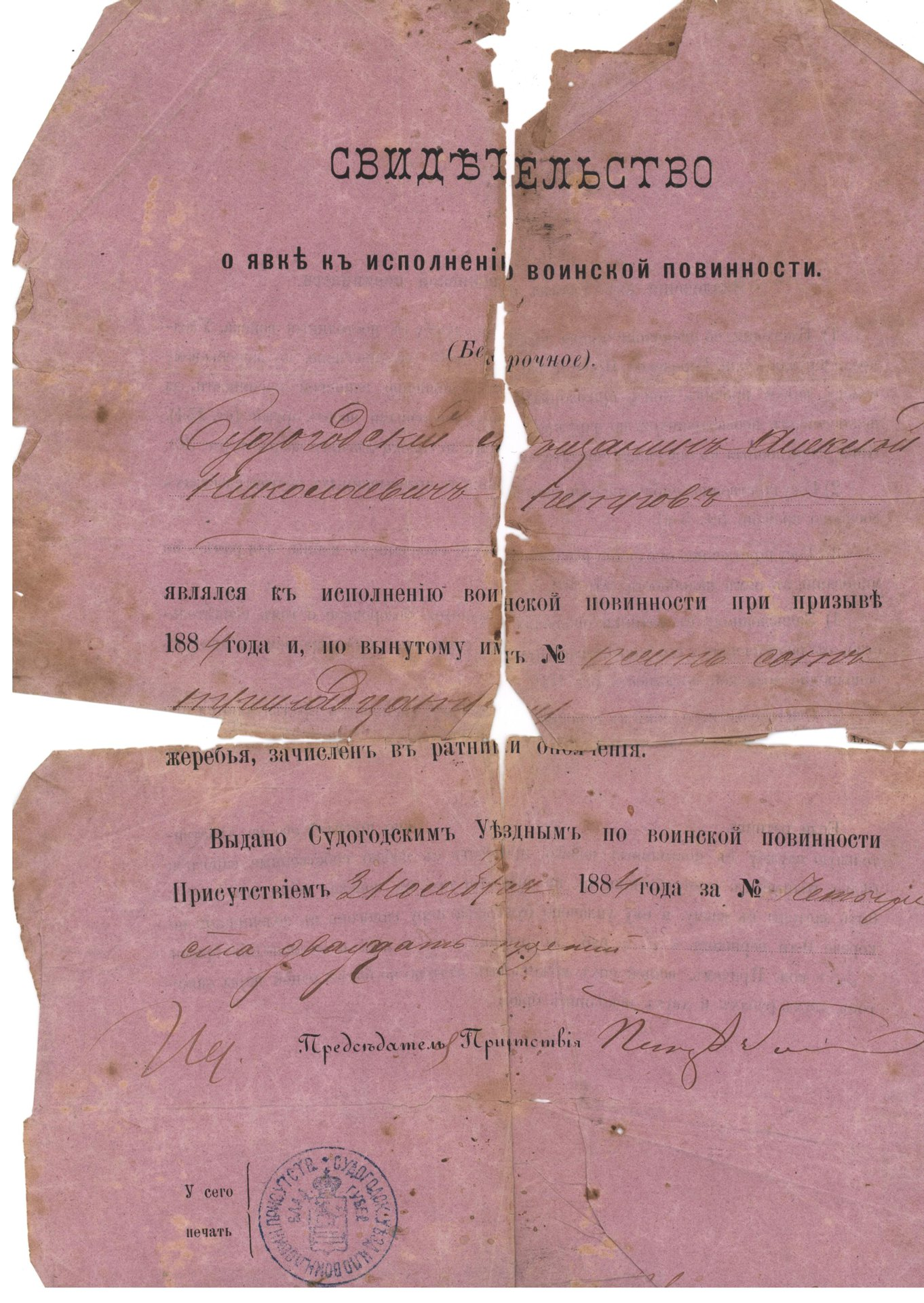
Свидетельство о явке к исполнению воинской повинности, 1884 год.

### Русь
В допетровский период воинской обязанности в современном её понимании практически не существовало. Русское население разделялось на сословия тяглые, обязанные государству налогами, и служилые, обязанные службой. Основой войска являлись дворянское ополчение (феодальная конница) и стрелецкая пехота.
В XVII веке стало всё более очевидным отставание подобной военной организации от более передовых европейских армий того времени, особенно шведской и польско-литовской (так как эти страны были соседями Руси). Начались попытки организовать полки иноземного строя, адаптировавшие иностранный военный опыт. При наборе этих войск использовались, помимо иностранных военных специалистов, и русских «охочих людей», также и «даточные люди» (приходившие в войска по призыву). Однако вплоть до воцарения Петра подобные полки были малочисленны, и всё ещё имели невысокую боеготовность.

### Имперский период
Пётр I впервые основал постоянную армию на обязательной службе дворян и сборе даточных людей, так называемых рекрутов. Постепенно от повинности были освобождены сначала дворяне (1762 год), затем купечество, почётные граждане, духовное сословие, так что тяжесть её лежала, наконец, исключительно на крестьянах и мещанах. Срок службы обычно составлял 25 лет.
С 1874 года в Российской империи в ходе военной реформы Д. А. Милютина была введена всеобщая личная воинская повинность, которой подлежало всё мужское население России. Одновременно были введены довольно многочисленные исключения и послабления. Тогда же термин «рекрут» был заменён словом «новобранец».
Законом от 1874 года «О всеобщей воинской повинности» призыв в русскую армию существовал для православных, протестантов, католиков и иудеев, мусульмане не подлежали (с определёнными исключениями) призыву, как и кочующие инородцы, буддисты и часть христиан-сектантов, в частности молокане и штундисты.
В России определяемое законодательным порядком число подлежащих поступлению новобранцев, в войска и силы, называлось контингентом. Так, на 1895 год в Российской Империи было назначено к призыву 274 650 человек из регионов (краёв, стран) империи, на которые простиралось действие общего устава о воинской повинности, а также 2750 человек из туземного (местного) населения Терской и Кубанской областей, а также Закавказья.

### Советский период

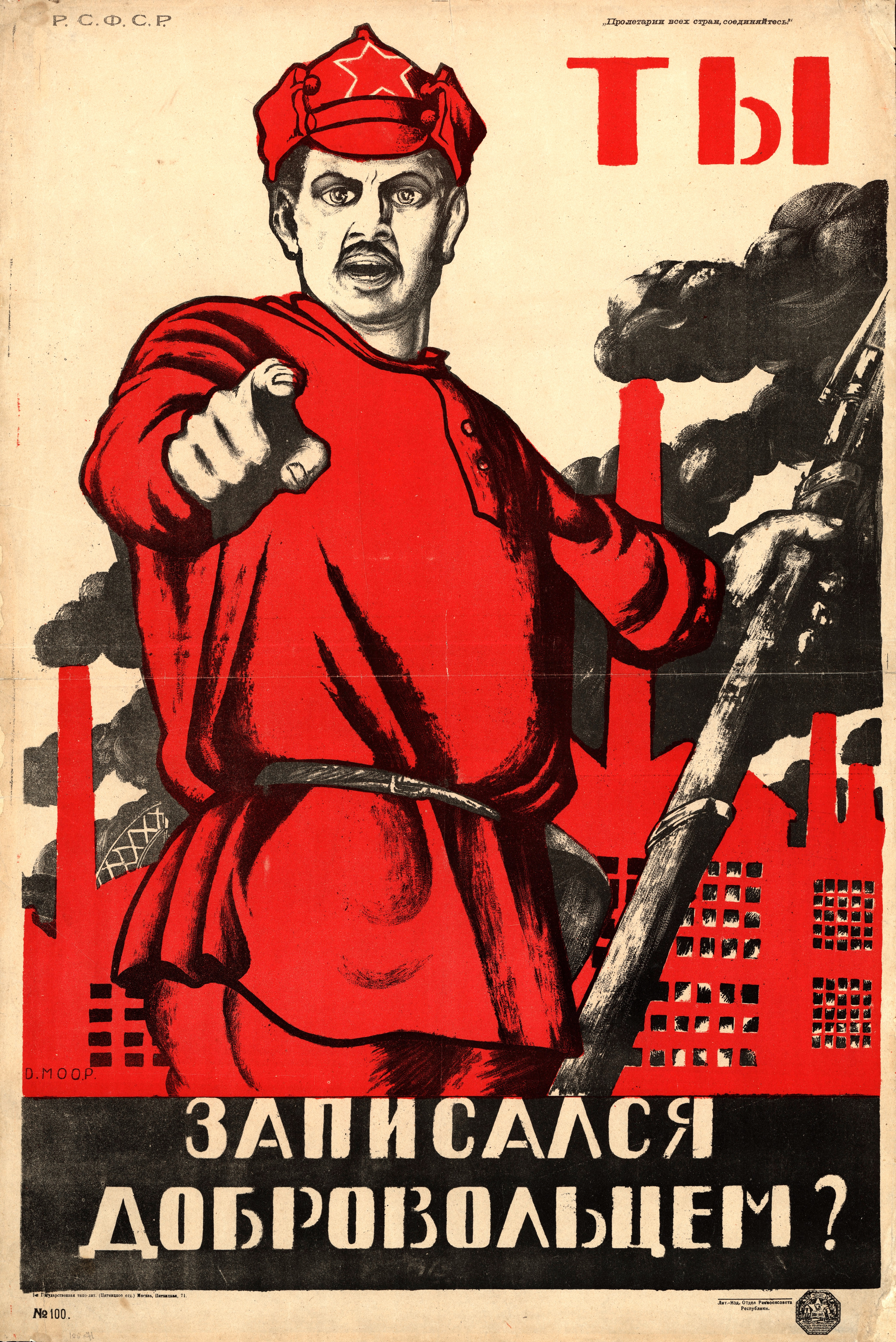
Ты записался добровольцем? (Плакат Гражданской войны, Дмитрий Моор, 1920 год

Первоначально служба в Красной армии была объявлена добровольной. Необходимость сохранить власть в ходе разгоравшейся Гражданской войны уже в 1918 году привела большевиков к решению о восстановлении воинской обязанности на контролируемой ими территории.

Родина-мать зовёт! (плакат Великой Отечественной войны) Ираклий Тоидзе, июнь 1941

Всеобщая воинская обязанность, установленная советским законодательством после гражданской войны, проистекала из конституционного положения, определяющего, что защита Отечества есть священный долг каждого гражданина СССР , а военная служба в рядах ВС СССР — почётная обязанность советских граждан (ст. 62 и 63 Конституции СССР).
В соответствии с принятым в 1925 году Законом об обязательной военной службе в армию не призывали детей бывших дворян, купцов, офицеров старой армии, священников, фабрикантов, казаков, раскулаченных.
Законодательство о всеобщей воинской обязанности прошло в своём развитии несколько этапов. Отражая потребности укрепления обороны страны, оно развивалось от добровольчества к обязательной военной службе и от неё — ко всеобщей воинской обязанности граждан мужского пола.
Призыв в армию детей казаков был разрешён в 1935 году.
Всеобщая воинская обязанность характеризовалась следующими основными чертами:
1. она распространялась лишь на советских граждан;
2. после 1939 года являлась всеобщей: призыву на военную службу подлежали большинство мужчин — граждан СССР; не призывались например лица, отбывающие уголовное наказание, и лица, в отношении которых велось следствие или уголовное дело рассматривалось судом.
3. являлась личной и равной для большинства мужчин: не допускалась замена призывника другим лицом: за уклонение от призыва или от выполнения обязанностей военной службы виновные несли уголовную ответственность;
4. имела ограничения во времени: законом точно были установлены сроки действительной военной службы, количество и продолжительность учебных сборов и предельный возраст состояния в запасе;

Воинская обязанность по советскому законодательству осуществлялась в следующих основных формах:
- служба в рядах ВС СССР в течение установленных законом сроков;
- работа и служба в качестве военных строителей;
- прохождение учебных, поверочных сборов и переподготовки в период состояния в запасе ВС СССР;

Исполнением всеобщей воинской обязанности являлось также предварительная подготовка (военно-патриотическое воспитание, начальная военная подготовка (НВП), подготовка специалистов для ВС, повышение общей грамотности, проведение лечебно-оздоровительных мероприятий и физическая закалка молодёжи) к военной службе:
- прохождение учащимися в средних школах, а другими гражданами — на производстве НВП, включая подготовку по гражданской обороне, с учащейся молодёжью в общеобразовательных школах (начиная с 9-го класса), в средних специальных учебных заведениях (ССУЗ), и в учебных заведениях системы профессионально-технического образования (СПТО) штатными военными руководителями. Юноши, не обучавшиеся в дневных (очных) учебных заведениях НВП, проходили на учебных пунктах, создаваемых (при наличии 15 и более юношей, обязанных проходить НВП) на предприятиях, в организациях и колхозах; Программа НВП включала в себя ознакомление молодёжи с назначением Советских ВС и их характером, с обязанностями военной службы, основными требованиями военной присяги и воинских уставов. Руководители предприятий, учреждений, колхозов и учебных заведений несли ответственность за то, чтобы НВП были охвачены все юноши допризывных и призывных возрастов.
- приобретение военных специальностей в учебных организациях СПТО — профтехучилищах и в организациях Добровольного общества содействия армии, авиации и флоту (ДОСААФ), предназначалась для обеспечения постоянной и высокой боеготовности ВС, являлась заблаговременной и предусматривала подготовку специалистов (водителей автомобилей, электромехаников, связистов, парашютистов и других) из числа юношей, достигших 17-летнего возраста. В городах производилась без отрыва от производства. При этом на период сдачи экзаменов обучающимся юношам предоставлялся оплачиваемый отпуск на 7—15 рабочих дней. В сельской местности производилась с отрывом от производства на сборах в осенне-зимний период. За призывниками в этих случаях сохранялись места работы, занимаемая должность и выплачивалось 50 % среднего заработка. Оплачивались также расходы по найму жилого помещения и проезду к месту учёбы и обратно;
- изучение военного дела и приобретение офицерской специальности студентами высших учебных заведений (ВУЗ) и ССУЗ, занимавшихся по программам подготовки офицеров запаса;
- соблюдение правил воинского учёта и иных воинских обязанностей призывниками и всеми гражданами, состоящими в запасе ВС СССР.

В целях планомерной подготовки и организационного проведения призыва на действительную военную службу территория СССР разделялась на районные (городские) призывные участки. К ним ежегодно в течение февраля—марта приписывались граждане, которым в год приписки исполнялось 17 лет. Приписка к призывным участкам служила средством выявления и изучения количественного и качественного состава призывных контингентов. Она производилась районными (городскими) военными комиссариатами (военкоматами) по месту постоянного или временного жительства. Определение состояния здоровья приписываемых производилось врачами, выделяемыми по решению исполнительных комитетов (исполкомов) районных (городских) Советов народных депутатов из местных лечебных учреждений. Лица, приписанные к призывным участкам, именовались призывниками. Им выдавалось специальное свидетельство. Граждане, подлежащие приписке, были обязаны явиться в военкомат в срок, установленный на основании Закона. Перемена призывного участка допускалась 6 месяцев в году — с 1 января до 1 апреля и с 1 июля до 1 октября года призыва. В другое время года перемена призывного участка в отдельных случаях могла быть разрешена лишь по уважительным причинам (например, переезд на новое место жительства в составе семьи). Призыв граждан на действительную военную службу проводился ежегодно повсеместно два раза в год (в мае—июне и в ноябре—декабре) по приказу Министра обороны СССР. В войска, расположенные в отдалённых и некоторых других местностях, призыв начинался на месяц раньше — в апреле и октябре (См.: Указ Президиума Верховного Совета СССР от 25 февраля 1977 г. («Ведомости Верховного Совета СССР», 1977, № 9)). Количество граждан, подлежащих призыву, устанавливалось Советом Министров СССР. Точные сроки явки граждан на призывные участки определялись в соответствии с Законом и на основании приказа Министра обороны СССР, приказом военного комиссара. От явки на призывные участки большинство из призывников не освобождались (кроме случаев, установленных ст. 25 Закона[какого?]).
Вопросы, связанные с призывом, решались коллегиальными органами — призывными комиссиями, создаваемыми в районах, городах под председательством соответствующих военных комиссаров. В состав комиссии в качестве их полноправных членов входили представители местных советских, партийных, комсомольских организаций и врачи. Персональный состав призывной комиссии утверждался исполкомами районных (городских) Советов народных депутатов. На районные (городские) призывные комиссии возлагались:
- а) организация медицинского освидетельствования призывников (медосмотр);
- б) принятие решения о призыве на действительную военную службу и предназначение призванных по видам ВС и родам войск;
- в) предоставление отсрочек в соответствии с Законом[каким?];
- г) освобождение от воинской обязанности призывников в связи с наличием у них заболеваний или физических недостатков.

При принятии решения призывные комиссии были обязаны всесторонне обсудить семейное и материальное положение призывника, состояние его здоровья, учесть пожелания самого призывника, его специальность, рекомендации комсомольских и других общественных организаций. Решения принимались большинством голосов.
Для руководства районными (городскими) призывными комиссиями и контроля над их деятельностью в союзных и автономных республиках, краях, областях и автономных округах создавались соответствующие комиссии под председательством военного комиссара союзной или автономной республики, края, области или автономного округа. Над деятельностью призывных комиссий осуществлялся контроль со стороны Советов народных депутатов и прокурорский надзор. За недобросовестное или пристрастное отношение к делу при решении вопроса призыва, предоставление незаконных отсрочек члены призывных комиссий и врачи, участвующие в освидетельствовании призывников, а также другие лица, допустившие злоупотребления, привлекались к ответственности в соответствии с действующим законодательством.
В основу распределения призывников по видам ВС и родам войск клался принцип производственной квалификации и специальности с учётом состояния здоровья. Этот же принцип применялся для призыва мужчин в военно-строительные отряды (ВСО), предназначенные для выполнения строительно-монтажных работ, изготовления конструкций и деталей на промышленных и лесозаготовительных предприятиях системы Министерства обороны СССР. Комплектование ВСО производилось преимущественно из призывников, окончивших строительные учебные заведения или имевших строительные или родственные им специальности или опыт работы в строительстве (сантехники, бульдозеристы, кабельщики и т. д.). Права, обязанности и ответственность военных строителей  определялись военным законодательством, а их трудовая деятельность регулировалась трудовым законодательством (с некоторыми особенностями в применении того или другого). Оплата труда военных строителей производилась по действующим нормам. Обязательный срок работы в ВСО засчитывался в срок действительной военной службы.
Законом были определены единый призывной возраст для всех советских граждан — с 18 лет, срок действительной военной службы (срочная военная служба солдат и матросов, сержантов и старшин) в 2—3 года.
Отсрочка от призыва могла быть предоставлена по таким основаниям:
- — по состоянию здоровья — предоставлялась призывникам, признанным временно негодными к военной службе по болезни (ст. 36 Закона);
- — по семейному положению (ст. 34 Закона);
- — для продолжения образования (ст. 35 Закона).

К службе признавались негодными часть мужчин по некоторым основаниям, например недееспособность и прочие.
С середины 1980-х годов предоставление отсрочки от призыва на действительную военную службу для продолжения образования (ст. 35 Закона) было резко ограничено (с весны 1983 г. стали призываться учащиеся некоторых, а с 1984—1985 гг. — почти всех вузов), возвращено — в 1989 году.

### Российская Федерация
В современной России существует Федеральный закон «О воинской обязанности и военной службе». Согласно Федеральному закону от 28 марта 1998 г. N 53-ФЗ «О воинской обязанности и военной службе» , призыву на военную службу подлежат:

— граждане мужского пола в возрасте от 18 до 30 лет—

Согласно ст. 38 ФЗ «О воинской обязанности и военной службе», срок службы устанавливается для:

— призванных после 1 января 2008 г. — 12 месяцев

Лица мужского и женского пола, окончившие медицинские учебные заведения среднего или высшего образования, признаются военнообязанными. При этом лица женского пола обязательному призыву не подлежат, но имеют право проходить военную службу по контракту. Таким лицам, вне зависимости от пола присваивается воинское звание солдатского или офицерского звена медицинских войск (например, сержант медицинской службы).
Лица, окончившие учебные военные центры при вузах, будут проходить службу по контракту на три года (п. 3, ст. 38). Окончившие обучение на военных кафедрах по программам подготовки офицеров, старшин, сержантов, солдат и матросов, зачисляются в запас.
Возможна замена военной службы альтернативной, но срок альтернативной гражданской службы больше - 21 месяц по нормам трудового законодательства либо 18 (в организациях, подведомственных Минобороны).
Принудительно не призываются в армию представители коренных малочисленных народов Севера, Северо-Запада и Сибири; с 2009 по 2013 годы не призывались жители Чечни, Дагестана и Ингушетии.
В 1998 году был введён новый закон «О воинской обязанности и военной службе». За уклонение от призыва на военную службу предусмотрена уголовная ответственность по части 1 статье 328 УК РФ — штраф до 200 тыс. рублей, лишение свободы до 2 лет, арест или принудительные работы. Последние два вида наказания в России на практике не применяются. Поскольку лишение свободы не назначается в РФ, если преступление небольшой тяжести совершено впервые без отягчающих обстоятельств, то на практике по статье 328 УК РФ выписывают штрафы. В 2014 году по официальной судебной статистике по статье 328 УК РФ осуждены всеми судами России 790 человек. Реальное лишение свободы в 2014 году по данному составу не назначено никому. Большинство приговорённых (512 человек) получило штрафы до 25 тыс. рублей, ещё 248 человек — штрафы от 25 тыс. до 100 тыс. рублей и только 5 лиц — свыше 100 тыс. рублей.
В 2012 году обсуждался законопроект об обязательной службе для женщин младше 23 лет и не имеющих детей, но он принят не был.
В 2012 году группой депутатов Государственной думы во главе с заместителем председателя комитета по делам СНГ Татьяной Москальковой был разработан проект Закона «О срочной военной службе для женщин», однако он не был принят.
В марте 2019 года Государственная Дума ФС РФ приняла во втором чтении список поправок в закон «О воинской обязанности и военной службе», существенно расширяющий перечень оснований для отсрочки от призыва на военную службу:
Расписание болезней — это часть Постановления правительства РФ № 565 от 04.07.2013 „Об утверждении Положения о военно-врачебной экспертизе“. Документ помогает врачам ВВК (медицинской комиссии военкомата) определить, годен ли призывник к службе. В Расписании указаны:
- болезни, их степени и стадии;
- возможные проявления, симптомы и осложнения;
- категории годности, которые присваиваются в зависимости от диагноза.

Заберут ли в армию — зависит именно от категории годности. Всего в Расписании болезней выделяют пять категорий:
- А — годен — проблемы со здоровьем у призывника отсутствуют. Категория редко встречается в Расписании болезней;
- Б — годен с незначительными ограничениями — есть диагнозы легкой степени тяжести, которые не препятствуют службе в армии;
- В — ограниченно годен (зачисление в запас) — наличие непризывных болезней средней степени тяжести. В армию с категорией не берут;
- Г — временно не годен (отсрочка) — отсрочка от службы при временных проблемах со здоровьем. Например, после травмы или операции;
- Д — не годен — диагнозы тяжелой степени.

Государственная Дума ФС РФ приняла в третьем чтении закон об изменении призывного возраста в России. Согласно этому документу, с 1 января 2024 года предельный возраст призыва на срочную службу вырастет с 27 до 30 лет. Минимальный возраст срочников останется прежним. Также был изменён формат повесток.
«Итого граждане, которые выбрали высшее профессиональное образование, могут воспользоваться четырьмя отсрочками от призыва на военную службу. Первый раз — в школе, второй раз — при обучении на подготовительном отделении, третий раз — при обучении по программам бакалавриата и специалитета, четвёртый раз — при обучении по программам магистратуры» (Первый заместитель председателя комитета ГД ФС РФ по обороне Андрей Красов).
В октябре 2024 года Государственной Думой ФС РФ приняты правки в законе «О воинской обязанности и военной службе», которые позволяют "оттягивать" призыв на воинскую службу сотрудников муниципальных администраций. Используя данные правки муниципальные служащие высшего звена имеют возможность затягивать бюрократические процессы призыва своих подчинённых, тем самым позволяя им получать неофициальную отсрочку каждый призыв.

## Распространённость воинской обязанности в мире

### Некоторые страны, в которых существует обязательный призыв на военную службу
- Израиль — Призыву подлежат лица обоих полов. Тем не менее, сроки службы разные и составляют до 3 лет для мужчин и до 2 лет и 8 месяцев для женщин. Существует также ряд ограничений для женского призыва в армию по семейным или религиозным причинам, которыми пользуются более трети всех женщин призывного возраста[38]. Некоторые группы религиозных мужчин также освобождаются от службы.
- Казахстан — типы воинской службы подразделяются на: срочная воинская служба (для граждан мужского пола 18—27 лет сроком на 12 месяцев); служба офицеров запаса (для граждан мужского пола до 29 лет сроком на 24 месяца); воинская служба по контракту (согласно сроку, указанному в контракте); воинские сборы (для военнообязанных сроком от 2 недель до трёх месяцев). Призыв граждан на срочную воинскую службу осуществляется 2 раза в год: с марта по июнь и с сентября по декабрь.[39].
- КНР. Призыв на военную службу осуществляется в возрасте 18 лет, при этом — реально вступить в ряды вооружённых сил КНР можно, лишь пройдя специальный отбор. Обычно попасть на военную службу стремятся молодые люди из бедных сельских районов, поскольку армия обеспечивает их жильём и стабильной зарплатой.
- Китайская республика поддерживает службу по призыву. Все квалифицированные граждане мужского пола призывного возраста должны пройти четырехмесячный курс военной подготовки. В декабре 2022 года президент республики Цай Инвэнь побудила правительство объявить о восстановлении обязательной годичной военной службы с января 2024 года.[40]
- КНДР: к призыву в Корейской республике привлекаются граждане с 17 лет. Срок срочной службы призывника:

- в сухопутных войсках — 5—12 лет.
- в войсках ВВС и ПВО — 3—4 года.
- в ВМФ — 5—10 лет.

- Швейцарская Конфедерация — Призыв в Швейцарии осуществляется в возрасте 20 лет на срок 300 дней, с 1996 года предусмотрена также альтернативная служба. Призыв является традицией для этой страны; на референдуме 22 сентября 2013 года 73 % высказались против его отмены. Есть возможность освобождения от службы путем уплаты "военного налога".
- Финляндия: призыв от 165 до 347 дней, в зависимости от звания. По официальным данным Вооружённых сил Финляндии, в армии отслужило до 80 % мужчин. От призыва освобождены жители демилитаризованных Аландских остров (территория с преимущественно шведским населением). Призывной возраст — до 30 лет, но возраст демобилизации, как и в России, составляет 60 лет. Так как население страны меньше 5,5 миллионов человек, то редко кого освобождают от службы, например, по состоянию здоровья. Скорее всего, в будущем армия Финляндии будет продолжать оставаться по большей части призывной, так как при небольшой численности населения вряд ли будет набираться достаточное количество добровольцев и контрактников. С 2019 года свидетели Иеговы лишились права освобождения от воинской обязанности. Женщин в Финляндии формально в армию не призывают, однако они служат всё в большем и большем количестве по контракту. Обсуждается законопроект о введении обязательной службы и для женщин. Возможна замена военной службы альтернативной или без оружия, но такое решение надо чётко обосновать в военкомате и получить такое разрешение. Уклонение от призыва практически отсутствует, поскольку неявка на призывное мероприятие немедленно приводит к ордеру на арест, а правонарушитель доставляется полицией либо на призывное мероприятие (если оно еще продолжается), либо в региональное военное управление для физического осмотра и последующего определения времени индукции. Неподчинение приказу о вводе в должность также приводит к выдаче ордера на арест и преследуется как самовольное отсутствие или после пяти дней отсутствия как дезертирство. Для получения 5-летнего паспорта обычно требуется подтверждение прохождения военной или гражданской службы (могут применяться некоторые исключения). Без доказательств паспорт действителен максимум до 28-летия заявителя.
- Австрия: граждане этой страны высказались за сохранение призыва на референдуме 2013 года. Срочники составляют 50 % Бундесвера Австрии. Предусмотрена альтернативная служба. В отличие от Швейцарии, нельзя освободиться путём уплаты так называемого «военного налога».
- Эстония: призыв на срок от 8 до 11 месяцев. Предусмотрена альтернативная служба. Неграждане Эстонии в армию не призываются.
- Греция в связи со всё ещё сохраняющейся напряжённостью в отношениях с Турцией сохраняет призыв для обоих полов. За женщинами закреплено право не идти на службу, но на практике, это право соблюдается не всегда.
- Кипр. Воинская служба обязательна для греков киприотов мужского пола, граждан Республики Кипр, достигших возраста 18 лет и длится 14 месяцев. После увольнения в запас военнослужащие зачисляются в резерв и призываются на регулярные сборы.
- Южная Корея сохраняет призыв при ряде исключений. Предусмотрена альтернативная служба.
- Сингапур: армия этого города-государства традиционно является призывной.
- Дания: в соответствии с § 81 Конституции Дании, в стране сохраняется призывная служба, и все датчане мужского пола, достигшие 18 лет, формально несут воинскую обязанность. В 2020 году службу по призыву в вооружённых силах Дании проходил 4631 человек, в том числе 3593 мужчины и 1038 женщин[41]. Призыв проходит в заранее назначаемый каждый год День вооружённых сил (дат. Forsvarets Dag) и включает в себя письменный тест, медицинский осмотр и лотерею, в которой случайным образом — в зависимости от выпавшего номера — определяется, будет ли призывник отправлен на действительную службу или в резерв[42]. Чем больше волонтёров в текущий год заявится, тем, соответственно, меньшее количество срочников призовут. На настоящий момент почти все места на действительной призывной службе занимают добровольцы, поступающие на службу без лотереи — их доля среди военнослужащих, проходящих службу по призыву, увеличивалась с 76 % в 2006 году до 99,9 % в 2020 году[41]. Жители Гренландии и Фарерских островов освобождены от обязательной службы[43].Обсуждается законопроект о введении воинской повинности для женщин с 2026 года.
- Турция. Принудительно призываются лица мужского пола от 20 до 41 года. Права на сознательный отказ и альтернативную службу отсутствуют, уклонение от воинской обязанности карается тюрьмой. Однако, официально разрешён освобождающий от службы откуп в 18 000 турецких лир (половину — 6000 лир, следует внести сразу, а остальную часть успеть за определённый срок).
- Объединённые Арабские Эмираты. В 2014 году стали применять конскрипцию. Всем мужчинам от 18 до 30 лет по закону необходимо пройти службу, причём без возможности альтернативной. За любые попытки уклониться следует тюрьма или гигантский штраф, после отбытия тюремного срока, даже после 30 лет граждане всё равно обязуются проходить армейскую службу. Срок самой службы неоднократно увеличивался. Для граждан без среднего образования срок службы сейчас составляет 3 года, для остальных — 16 месяцев.  Также обсуждаются попытки и возможности введения прав сознательного отказа и альтернативной службы.
- Мексика. Мексиканская армия комплектуется на основе закона о всеобщей воинской повинности призывниками, достигшими 18 летнего возраста; минимальный срок службы — 12 месяцев; минимальный возраст для добровольцев, изъявивших желание служить в вооружённых силах — 16 лет; призывники служат только в армии, ВМС и ВВС комплектуются исключительно добровольцами, женщины имеют право на добровольную воинскую службу.
- Бразилия. Призывной возраст в Бразилии составляет 18—45 лет для обязательной военной службы. Возраст для службы добровольцем составляет 17—45 лет, и процент долгосрочных профессионалов в армии увеличивается в течение последних десятилетий. Военный человеческий ресурс Бразилии по состоянию на 2005 год составлял 45,5 млн мужчин и 45,7 млн женщин в возрасте 19—49 лет (всего), и 33,1 млн мужчин и 38,1 млн женщин в возрасте 19—49 лет, пригодных к военной службе. 1,78 млн мужчин и 1,73 млн женщин ежегодно достигают призывного возраста. В Бразилии срок обязательной службы для мужчин составляет 12 месяцев (24 месяца в военной авиации, 36 — в военно-морском флоте). Чаще всего служба проходит в военных частях, ближайших к месту постоянного проживания призывника. Правительство освобождает от обязательной службы тех, кто получает высшее образование или собирается это сделать, и тех, кто имеет постоянную работу. Существует ещё несколько возможностей отказаться от военной службы, например, «плохое здоровье». В целом ежегодно призывается около 133 тыс. мужчин из 1,7 млн тех, кто достигает призывного возраста.
- Таиланд. Срочники выбираются путём лотереи и жеребьёвки.
- Украина. Призыв существовал до 2013 года. 14 октября 2013 года президентом Януковичем был подписан указ № 562/2013, в соответствии с которым с 1 января 2014 года приостанавливался призыв на срочную службу в вооружённые силы и дальнейшее комплектование должно было производиться исключительно на контрактной основе[44][45]. Но с 1 мая 2014 года вступил в силу указ исполняющего обязанности президента Украины Турчинова о восстановлении обязательной срочной службы. Это было вызвано военными действиями на востоке страны. В связи с событиями февраля 2022 года в первую очередь мобилизуют военнослужащих запаса, с боевым опытом, отслуживших в ВС по контракту или принимавших участие в боевых действиях в Луганщине и на Донбассе. Затем под мобилизацию попадут военнослужащие, проходившие службу по призыву до 2014 года. А затем будут мобилизованы те, кто окончил военные кафедры при ВУЗах и стал офицером запаса, а также иные лица, не имеющие возрастных и физических ограничений. Всеобщая мобилизация объявлялась сроком на три месяца. Указ президента был одобрен радой 3 марта 2022 года, и в соответствии с ним будут мобилизованы мужчины в возрасте от 18 до 60 лет. Министр обороны А. Резников заявил что власти Украины планируют мобилизовать 1 000 000 человек. Согласно закону «О мобилизационной подготовке и мобилизации», общая мобилизация на Украине проводится одновременно по всей её территории и касается экономики, органов государственной власти и местного самоуправления, вооружённых сил, других формирований, предприятий, учреждений и организаций. С декабря 2023 года в ВРУ, готовят законопроект, предполагающий отмену отсрочки от призыва на военную службу по мобилизации для студентов призывного возраста, получающих второе и третье высшее образование. Кроме того, предлагается ограничить круг лиц, имеющих право на отсрочку по уходу за инвалидами. МО Украины ранее заявляло, что число военнослужащих женского пола за последние два года возросло на 40 процентов и сейчас в рядах ВСУ их почти 43 000. По данным МОУ, ранее контракт на прохождение военной службы могли заключать с женщинами в возрасте от 18 до 40 лет, сейчас же, в связи с многочисленными просьбами феминисток, в возрасте от 18 до 60 лет, как и с мужчинами. А с 1 октября 2023 года, согласно постановлению правительства, женщины имеющие медицинские специальности должны встать на воинский учёт в специальные органы страны.
- Беларусь. Призыву на срочную военную службу подлежат граждане мужского пола в возрасте от 18 до 27 лет. Срок службы — 18 месяцев, для лиц, имеющих высшее образование — 12 месяцев.
- Приднестровская Молдавская республика. В ПМР действует универсальная военная служба, срок службы — 1 год. Прошедшие срочную воинскую службу находятся в резерве. Кроме того, часть военнослужащих служит по контракту. Общая численность ВС ПМР составляет 15 000 человек. В случае начала столкновений их число может быть быстро увеличено до 80 тысяч человек.
- Швеция. В годы, предшествующие 2010, было призвано около 15 % призывников — 85 % мужчин и 100 % женщин сбежали. После бездействия с 2010 года людей, уже отправленных на войну, в 2014 году законом разрешили призывать на курсы переподготовки. В 2016 году шведские ВС подняли тревогу по поводу того, что им не хватает сотрудников на более чем 7000 должностях. В 2017 году приостановленная 7 годами ранее служба была возобновлена, однако, шведское правительство утверждает, что народ не был против такого введения. Женщины (но не все) тоже подлежат принудительной службе. Каждый год принудительный призыв затрагивает 4,4 % из всех девятнадцатилетних жителей. Остальные позиции в среднем заполняются служащими-волонтёрами.
- Латвия. В 2023 году, на фоне российско-украинской войны, вернула всеобщий призыв[46].
- Литва. Вернула призыв. С 1 сентября 2016 года вступил в силу закон о рекрутском призыве в армию[47][48]

Власти Литвы также намерены сделать его всеобщим. Но так как призывников в Литве больше, чем пока что позволяют призвать в армию финансовые и инфраструктурные возможности системы Минобороны, новобранцев сейчас отбирают с помощью компьютерной программы по принципу случайности.
Каждый год в среднем 38 000 призывников. Из них компьютер выбирает 3—4 тысячи имён и фамилий и публикует их на сайте. Можно зачислиться в армию в качестве добровольца. До 8 % участников служит не по своей воле. В 2027 году могут сделать службу обязательной для абсолютно всей части мужского населения, признанной годной. Сейм (парламент) Литвы принял поправки к закону «О воинской повинности», которые предусматривают призыв молодых людей на военную службу сразу после школы. Закон вступит в силу в 2026 году. Согласно проекту, на службу будут призваны выпускники школы в возрасте от 18 до 22 лет. Изменения в закон предусматривают, что они узнают о своей пригодности для военной службы в возрасте 17 лет после проверки здоровья.
Минобороны Литвы предлагало больше не рассматривать учебу в университете в качестве исключения, позволяющего получить отсрочку от службы, но это предложение не было принято. Согласно законопроекту, для мужчин, поступивших в вузы до включения в ежегодный список призывников, обязательную военную службу можно перенести один раз на один период обучения.
Поправки также продлевают срок альтернативной службы с десяти до 12 месяцев. Лица, которые желают пройти военную службу на добровольной основе, могут сделать это в возрасте от 18 до 39 лет.  Согласно новым поправкам, молодые люди получат возможность служить три, шесть или девять месяцев.
- Норвегия. В стране никогда не приостанавливалась служба по призыву для мужчин. Начиная с 2014 года, обязанность служить распространилась и на женскую часть(но не всю) населения страны. Принудительный призыв затрагивает около 13 % из всех девятнадцатилетних мужчин и женщин.
- Хорватия. До 2008 года в стране существовала обязательная воинская повинность, затем она была заменена добровольной службой. В середине августа 2024 года министр обороны Хорватии объявил о возобновлении с 1 января 2025 года обязательного призыва на военную службу. Срок службы призывников составит два месяца[49].
- Марокко. В 2018 году возвращена воинская обязанность.
- Иордания. Страна 3 раза отменяла и восстанавливала воинский призыв.

### Страны, в которых существует обязательный призыв на военную службу женщин

Возможность или обязанность женщин служить в вооруженных силах своих стран. Зеленым отмечено: существует призыв для женщин (2024).

Исторически сложилось так, что в большинстве случаев призыву в армию подвергались только мужчины, и только в конце XX века ситуация начала меняться. Стереотип заключался в том, что военная служба — это проверка на мужественность и обряд перехода от детства к взрослости. Но в последние годы эта позиция подвергалась сомнению на том основании, что она нарушает гендерное равенство, и некоторые страны, особенно в Европе, распространили обязанность призыва на военную службу на женщин. Она в настоящее время существует в Израиле, КНДР, Тайване, Греции, Мьянме, Малайзии, Эритрее, Норвегии (с 2014 года) и Швеции (с 2017 года).

### Страны, в которых действует добровольная служба в армии
В последние десятилетия во многих странах наблюдается тенденция к отказу от воинского призыва (если таковой имелся), однако во многих таких странах не происходит его полной отмены, а лишь на неопределённое время перестают призывать кого-либо в недобровольном порядке, так как слоты заполняются «достаточным», по мнению людей, комплектующих армию, числом участников из волонтёров. При этом призывные армии вытесняются полностью профессиональными. Силы специальных операций и высокоточное оружие становятся основным фактором военной мощи государства и вытесняют многочисленные воинские формирования и даже ядерное оружие.
В числе стран со «спящим» воинским призывом (с указанием даты приостановки такового в обязательном порядке):
- Австралия, 1972
- Албания, 2010
- Аргентина, 1994
- Бельгия, 1994
- Бермудские острова, 2018
- Болгария, 2007
- Босния и Герцеговина, 1 января 2006[56]
- Великобритания, 1963
- Венгрия, ноябрь 2004
- Гана
- Германия. Военный призыв приостановлен с 1 июля 2011[57]
- Индия
- Испания, 2001[58]
- Ирландия
- Италия, с 1999 года отменена обязательная воинская повинность, окончательный переход на профессиональную армию — с 1 января 2005 года. Также итальянская реформа дала хорошие перспективы женщинам, которые могут служить в различных родах войск и занимать разные посты и должности.[59]
- Канада
- Люксембург, 1967
- Малайзия
- Мальта
- Нидерланды, поэтапный переход к профессиональной армии начался в 1991 году, последний «срочник» был уволен в запас в 1996 году. Правда, каждый гражданин в стране в 17−18 лет получает письмо, в котором говорится, что хоть он и не обязан проходить службу в данный момент, он может быть призван в случае объявления в стране мобилизации.
- Новая Зеландия, 1972
- Португалия, 19 ноября 2004[60]
- Панама
- Перу
- Польша, 2009, последний призыв — в 2008 году, [61]Воинский учёт остался  обязательным
- Румыния, 23 октября 2006[62]
- Северная Македония, октябрь 2006[63]
- Сербия, 1 января 2011.[64] В ноябре 2025 года в стране будет возвращена воинская обязанность.
- Сирия, 2024
- Словакия, 1 января 2006
- Словения, 9 сентября 2003[65]
- США. Военный призыв применялся в разное время, главным образом во время войн, и последний раз был применён в 1973 году. Однако все жители США мужского пола (как граждане, так и неграждане) в возрасте от 18 до 25 лет обязаны вставать на военный учёт. Эта мера существует на тот случай, если Конгресс сочтёт нужным возобновить призыв.
- Танзания
- Уругвай
- Черногория, 30 августа 2006
- Чехия, 31 декабря 2004[66][67]
- Чили
- Филиппины
- Франция, 2001[68]: служба заменена одним днём, обязательным для двух полов, где рассказывают об обороне и вооружённых силах. Лица, по каким-то причинам оказавшиеся «негодными», чтобы прийти, могут в будущем лишиться каких-то «полномочий» например, получения прав на вождение автомобиля.
В 2018 году стало известно, что в 2024 году сделают национальный сервис сроком в 1 месяц принудительно для обоих полов.
- Швейцария: в стране легально разрешают не служить в вооружённых силах, но взамен на уплату налога в 3 % от всех заработков на протяжении всех тех лет, пока призывной возраст не закончится (конскрипция).
Воинская служба разделена на этапы. Начинается с фундаментальной подготовки — школы рекрутов (49 дней), а затем следуют военные сборы с периодичностью по 21 день в году, до тех пор, пока военнослужащие не выслужат 260 дней. Оружие и военную форму хранят дома. На период сборов работодатель, как правило, выплачивает своему отвлечённому сотруднику 80—100 % его ежемесячного оклада по должности. Швейцарская Конфедерация учредила ряд выплат для компенсации утраты прибыли работодателям, посредством которых государство выплачивает компаниям денежную компенсацию за дни прохождения воинской службы их сотрудниками. Лицам, не имеющим постоянного места работы, а также учащимся сумма компенсации выплачивается лично. Солдаты также получают незначительное жалованье в пределах 5 швейцарских франков в сутки.
- Эквадор
- ЮАР
- Япония

## Критика

### Сексизм
Активисты за права мужчин, феминистки, и противники дискриминации мужчин критикуют воинскую повинность или обязательную военную службу как сексистскую. Национальная коалиция за права мужчин, группа по защите прав мужчин, подала в суд на Систему выборочного призыва на военную службу в США в 2019 году, что привело к тому, что федеральный судья США признал её неконституционной. Решение федерального окружного судьи было единогласно отменено при подаче апелляции в Апелляционный суд 5-го округа США.
Феминистки утверждали, во-первых, что воинская повинность является сексистской, потому что войны служат интересам того, что они считают патриархатом; во-вторых, что армия — это сексистское учреждение и что призывников, следовательно, воспитывают в духе сексизма; и в-третьих, что призыв мужчин на военную службу делает насилие со стороны мужчин социально приемлемым. Феминистки были организаторами и участниками сопротивления воинской повинности в нескольких странах.

### Рабство
Многие американские либертарианцы выступают против призыва на военную службу и призывают к отмене системы выборочного призыва, утверждая, что принудительный призыв людей в вооружённые силы равносилен рабству.

### Экономика
Можно утверждать, что с точки зрения соотношения затрат и выгод призыв на военную службу в мирное время нецелесообразен. Месяцы или годы службы, которые проходят самые здоровые и способные, снижают производительность экономики; к этому следует добавить затраты на их обучение, а в некоторых странах — и на их содержание. По сравнению с этими значительными расходами, некоторые могут возразить, что пользы от этого очень мало; если бы началась война, то призыв в армию и базовую подготовку можно было бы пройти быстро, и в любом случае в большинстве стран с призывом в армию угроза войны невелика.
По мнению Милтона Фридмана, расходы на призыв в армию можно сравнить с притчей о разбитом окне в аргументах против призыва. Расходы на военную службу не исчезают, даже если не выплачивается зарплата. Трудовые усилия призывников фактически пропадают впустую, поскольку нежелающий работать человек крайне неэффективен. Последствия особенно серьёзны в военное время, когда гражданские специалисты вынуждены сражаться как солдаты-любители. Мало того, что усилия призывников тратятся впустую и производительность снижается, так ещё и квалифицированных специалистов-призывников трудно заменить на гражданской службе. Каждый солдат, призванный в армию, отрывается от своей гражданской работы и перестаёт вносить свой вклад в экономику, которая финансирует вооружённые силы. В аграрном или доиндустриальном государстве, где уровень образования, как правило, низкий и где работника легко заменить другим, это может быть не такой большой проблемой. Однако в постиндустриальном обществе, где высок уровень образования, а рабочая сила квалифицированна, найти замену специалисту, призванному на военную службу, может быть сложнее. Ещё более тяжёлые экономические последствия возникают, если профессиональный солдат-любитель погибает или получает пожизненную травму; его трудоспособность и производительность снижаются.